# 헌터급 호위함
헌터급 호위함은 호주의 신예 방공구축함이다. NTU 시스템보다 조금 더 진보된 최신 기술로 업그레이드된 전투 시스템을 갖고 있다. SPS-49 (V) 8 CEAFAR 레이더를 사용하고 있고, 업그레이드가 용이한 측면이 있는 전자장비와 전투 체계를 품고 호주의 해역을 방공하는 임무를 하고 있다.

## 역사

### 캔버라급 항모 호위
한국 해군도 예외는 아니나, 쿼드 함대 이외의 가장 큰 목적은 자국의 안보를 지키고 영해를 수호하는데에 목적을 두고 있다. 국방할 해역이 한국의 여러배인 호주의 경우엔 자국의 안보환경에 적합한 배를 택할 수 밖에 없다. 캔버라급 강습상륙함이 항모화(化)된 뒤, 작전을 위해선 6척 이상의 시대에 뒤떨어지지 않은 신예 호위함이 필요하나, 호주는 호바트급 3척이 전부다. 그래서 9척의 헌터급 대형구축함을 건조한다.

## 특징과 제원

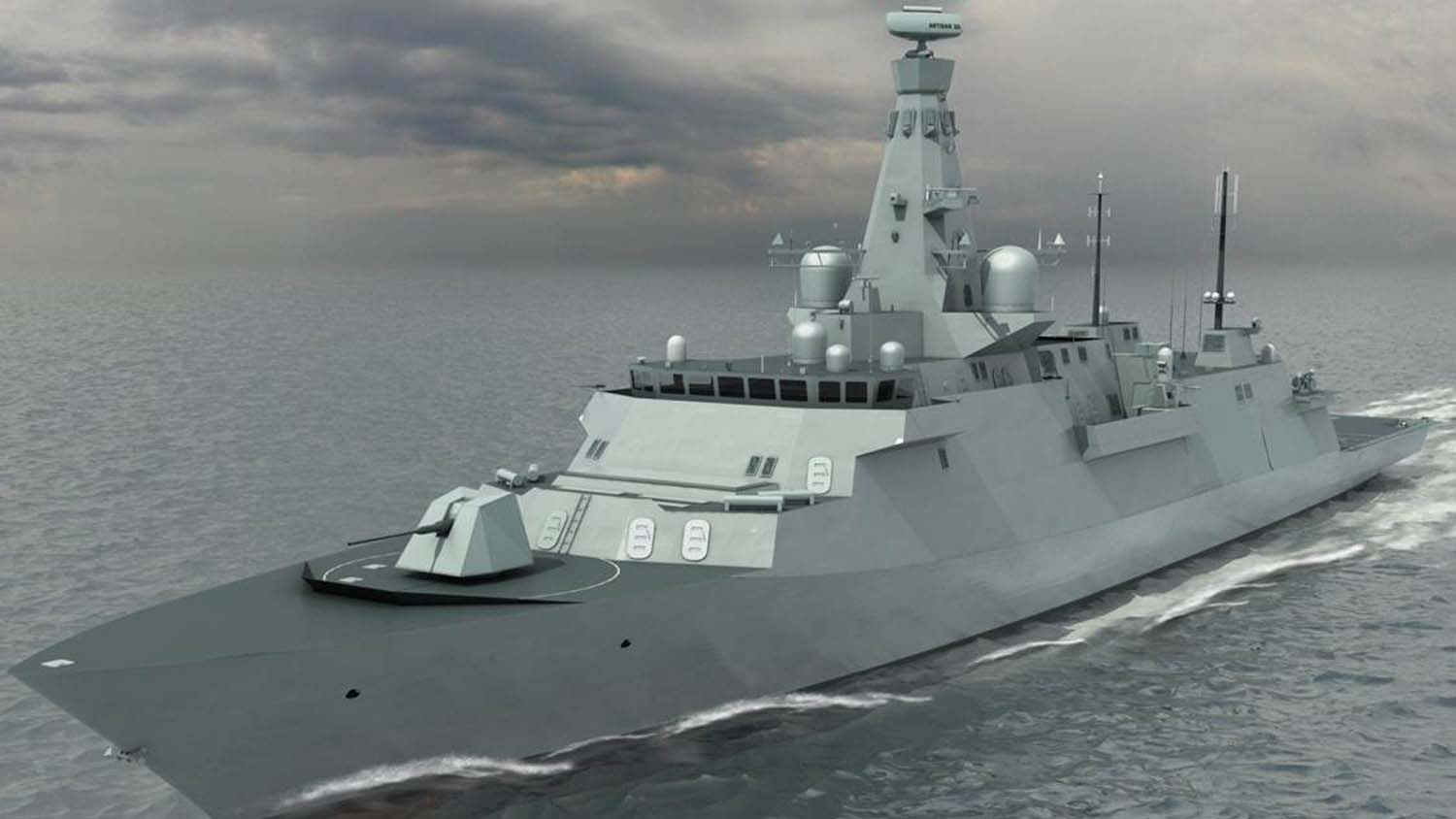
26형 호위함은 헌터급 호위함의 기본 베이스가 된 군함이다. 그러나 내부 부속품은 서로 다소 다르다.

### 증가한 무게와 가격
26식 호위함에 비해 많은 스펙이 바뀌었다. 만재배수량이 8,800톤에서 10,000톤으로 증가했고, 호주가 개발한 자국산 전투 시스템과 인터페이스가 탑재됐다. 무게 증가의 대표적인 이유가 AESA 레이더다. 가격은 기본 베이스인 26식 호위함의 2배의 가격으로 알려졌다. 구축함 9척을 납품하는 가격은 350억 호주달러, 한화 28조원에 이른다. 1척에 3조 1,000억원이 넘는 가격은 미국의 공격혁 원자력 잠수함의 가격과 맞먹는 수준으로, 1조 6,000억원을 넘지 않는 주요국들의 대형 구축함들에 비해 범상하진 않은 가격이다. 이 까닭은 호주의 건함 사업은 강성노조에 의해 가격 상승하는 일이 잦은데, 강성노조의 입김에 호주는 군함 도입 사업을 할 때마다 곤혹을 치렀다. 캔버라급 강습상륙함도 사업 파트를 필요 이상으로 무리하게 나누어 호주도 일거리가 오게끔 만들어 가격이 상승했고, 잠수함 입찰 때도 일본이 소류급 잠수함을 제시했으나, 호주 강성노조는 호주 업체도 일감을 맡기 위해 면허생산을 요구했기 때문에 조건에 충족하질 못 했다. 소류급 잠수함 자체가 좁은 해역에서 조용히 은신하며 적을 저격하는데 적합하고, 광범위한 해역에서 장시간 최고 속력을 내며 이동할 수 없는 한계가 있어서, 안보 환경이 다른 호주에서 쓰기엔 미흡한 것도 탈락의 이유였다. 무리하게 일감을 나눠 노조의 요구에 치중한 결과 단가가 뛰어버린 호바트급 구축함의 선례도 있었다.

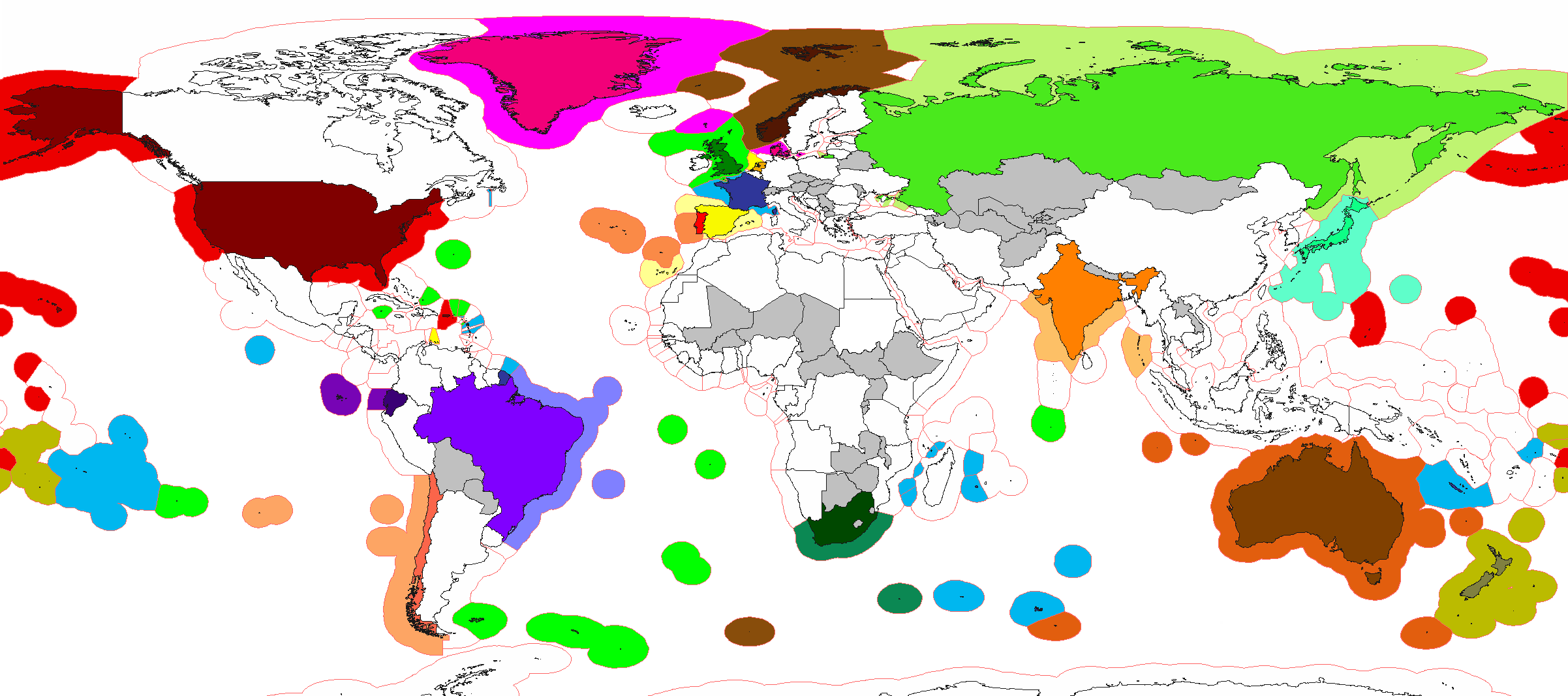
세계 배타적 경제수역 지도, 호주는 광활한 해역을 갖고 있다.

### 대잠능력
호주는 6대의 MQ-4C 해양 정찰기도 구매하여 대잠 작전능력을 높였다. 헌터급 호위함은 대잠구축함으로서 능력도 뛰어난데, 영국의 대잠구축함의 계보를 그대로 있는 군함이기 때문에 소나와 대잠 작전 능력도 높다.

### 제원
- 8800톤급
- 174명
- 9LV MK3E 전투체계에 이지스 화력통제 하부체계 통합
- 멀린 급 2대 또는 MH-60R 2대 또는 치누크 1대 이착함 가능
- 127밀리 함포 1문
- 30밀리 함포 2문
- 팰랭스 체계 2문
- MK41 VLS 6모듈 48셀
- 함수 소나
- 견인배열 소나
- 가변심도 소나
- 60일 작전
- 속도 26노트
- CEAFAR2 GaN AESA 탑재
- CEAFAR S밴드  6 antenna faces
- 2 x 2 array (256 T/R modules per face)
- 4 x 4 array (6,144 T/R modules per face)
- 8 x 8 array (4,096 T/R modules per face)

## 호주 해군의 수상함대 목록
- 캔버라급 강습상륙함
- 헌터급 호위함
- 호바트급 구축함
- 안작급 호위함

## 같이 보기
- 26식 호위함
- 세종대왕급 구축함
- 캐나디안 서피스 컴배턴트
- F110급 호위함
- 일본 차세대 이지스 구축함